# Florian Wellbrock
Florian Wellbrock (n. 19 august 1997, Bremen, Germania) este un înotător german, medaliat olimpic. A participat la 2 ediții ale Jocurilor Olimpice (2016, 2020) în care a câștigat o medalie de aur și o medalie de bronz.